# 渡辺釟吉
渡辺 釟吉（わたなべ はつきち、1879年〈明治12年〉10月5日 - 1967年〈昭和42年〉12月4日）は、日本の政治家、医師。愛知県挙母市の初代市長（1期、挙母市は豊田市の旧市名）。その他、挙母町長（2期）、愛知県会議員（2期）、挙母町会議員などを歴任した。

## 来歴
現在の愛知県豊田市常盤町2丁目に、医師で挙母町長を務めた渡辺良策の三男として生まれる。1897年（明治30年）、愛知県立医学専門学校（現・名古屋大学医学部）の予科を卒業。1901年（明治34年）、同校本科を卒業。1905年（明治38年）から自宅で父とともに医師として自宅で開業。
医師会においては、地方の医療体制の確立を念願し、辺地の医師派遣などに力を注いだ。1919年（大正8年）、西加茂郡医師会長に就任。1937年（昭和12年）、愛知県医師会副会長に就任。
地方行政にも積極的に参画し、挙母町会議員や西加茂郡会議員のほか、1924年（大正13年）から愛知県会議員を2期歴任した。議員時代は矢作川の堤防改修事業および治水事業、三河鉄道（現・名古屋鉄道）三河線の建設に貢献した。国鉄岡多線の建設促進に力を尽くし、これが契機となり、1930年（昭和5年）12月20日、日本で初めての国鉄バスとなる省営自動車岡多線（岡崎駅 - 多治見駅、瀬戸記念橋駅 - 高蔵寺駅）の運行が開始した。
1946年（昭和21年）5月17日に挙母町長の中村寿一が辞職。同年7月10日、挙母町会の全員協議会が作案した町長選挙が行われる。この選挙は準公選とも言うべきもので、立候補者は定めず、各自が自由にこれはと思う人物に投票するというものであった。最高票数は渡辺、2位は辞職した中村であった。渡辺はすぐに受諾せず7月22日にようやくこれを受け、町長に就任した。
1947年（昭和22年）4月5日に行われた挙母町の第1回公選町長選挙に立候補。倉知桂太郎4,533票、渡辺釟吉4,070票、田口管次郎4,040票で、倉知が当選に必要な有効投票者数の8分の3を獲得できなかったことから、4月15日に倉知と渡辺の決選投票が行われる。結果は渡辺7,017票、倉知5,554票と順位が逆転し、町長に再選した。

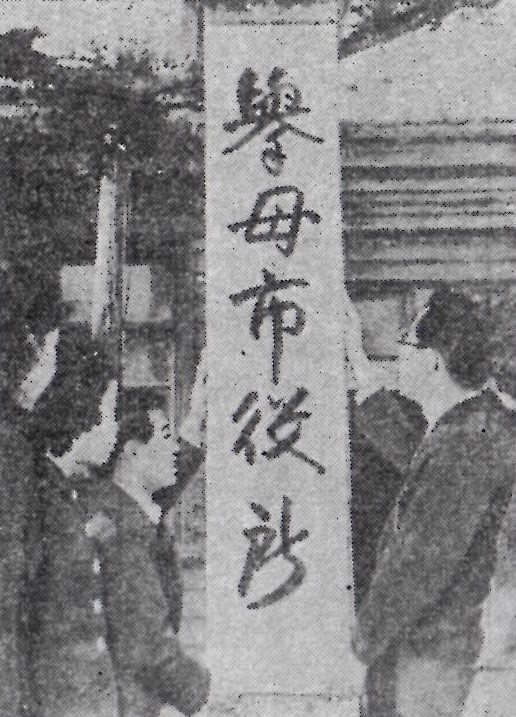
挙母市役所（1951年）

1951年（昭和26年）3月1日、挙母町は市制施行し挙母市となり、初代市長に就任。同年4月23日に行われた任期満了に伴う市長選で宇野辰雄を破り当選。
1955年（昭和30年）4月30日に行われた市長選で元町長の中村寿一に破れ落選（中村寿一8,202票、渡辺7,813票、中村武男1,439票）。投票率は95.20％であった。
1958年（昭和33年）1月29日、挙母商工会議所の有志が、挙母市を豊田市に変更する旨の請願書を市議会議長に提出。市議会が5月に請願書を正式に採択することを決議すると、渡辺は「挙母愛市同志会」を結成し反対活動を行った。長坂貞一市長、浦野幸男県議に対して激しい批判をした。
1961年（昭和36年）3月1日、豊田市名誉市民に推挙される。
1967年（昭和42年）12月4日、死去。88歳没。同年12月12日、勲四等瑞宝章を受章。

## 著書
- 『游満韓小志』長谷川円石、1928年6月。全国書誌番号:44041659。